# Pleurothallis fasciata
Pleurothallis fasciata là một loài thực vật có hoa trong họ Lan. Loài này được Seehawer mô tả khoa học đầu tiên năm 2005.